# Engenheiro Caldas
Engenheiro Caldas là một đô thị thuộc bang Minas Gerais, Brasil. Đô thị này có diện tích 188,009 km², dân số năm 2007 là 10772 người, mật độ 57,3 người/km².